# تفنگ فتیله‌ای

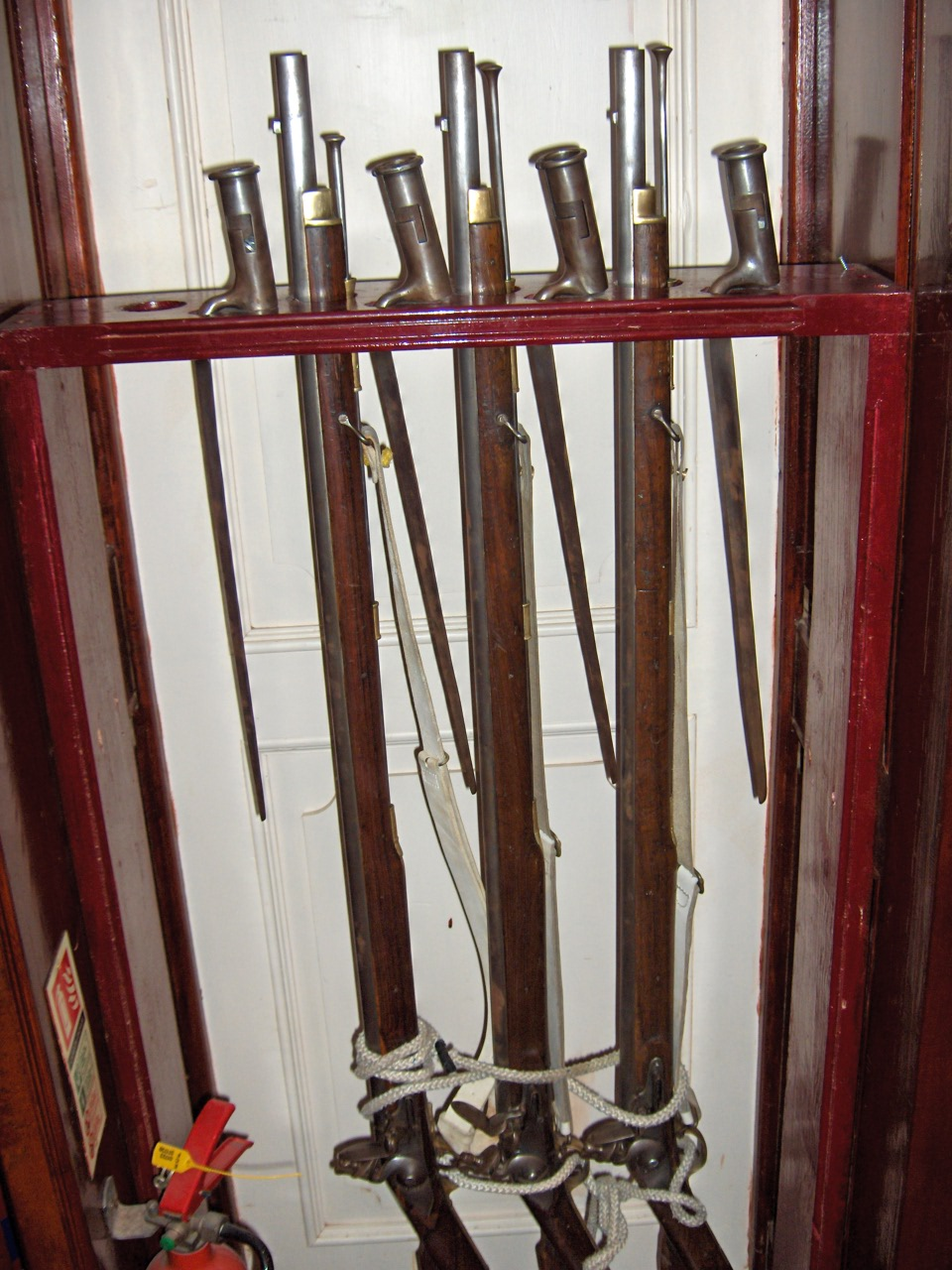
نگاره‌ای از تفنگ‌های فتیله‌ای و سرنیزه‌ها، استفاده‌شده در مجموعهٔ تاریخیِ شبکهٔ تلویزیونی آی‌تی‌وی

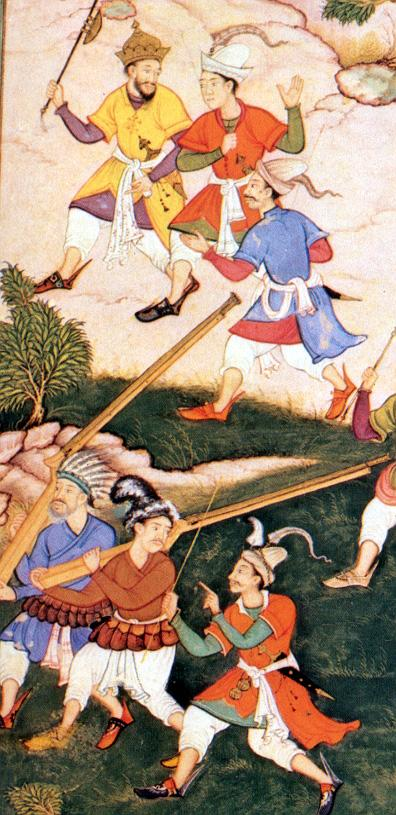
نگاره‌ای از کتاب بابرنامه نخستین استفاده‌ها از تفنگ فتیله‌ای در قارهٔ آسیا را نشان می‌دهد.

تفنگ اولیه، یا تفنگ سرپُرِ فتیله‌ای، از اولین جنگ‌افزارهای دستی آتشین بود. تفنگ به‌طور رسمی اولین بار در اواخر قرن دهم هجری/ اواسط قرن شانزدهم  که در ارتش اسپانیا به‌کار رفت. در خلال جنگ سی‌سالهٔ اسپانیا، تفنگ‌های کم‌وزنتر، و در حدود اوایل قرن دوازدهم هجری/ اواخر قرن هفدهم، تفنگ‌های چخماقی جای تفنگ‌های سنگین و سرپُر را گرفت. تفنگ چخماقی تفنگی سرپُر بود که برای آتش‌زدنِ چاشنیِ آن از سنگ آتش‌زنه (چخماق) و فولاد استفاده می‌کردند. این نوع سلاح را نخستین بار، دو تن از تفنگ‌سازان فرانسوی به نام‌های براشی و ژسلن ساختند. قدرت تیراندازی با این تفنگ بیشتر بود و تا آغاز اولین امپراتوری فرانسه از سال‌های ۱۷۶۹ تا ۱۸۲۱ از آن استفاده می‌شد.